# Armeni in Turchia
Gli armeni in Turchia (in turco Türkiye Ermenileri; in armeno Թուրքահայեր, o Թրքահայեր?, "Armeni turchi"), sono uno dei popoli indigeni dell'odierna Turchia, e hanno una popolazione stimata di 50000 a 70000, una cifra trascurabile rispetto a quella del 1914, valutata da oltre 1 milione a 2 milioni. Oggi, la stragrande maggioranza degli armeni turchi è concentrata a Istanbul. Gli armeni in Turchia sostengono i propri giornali, chiese e scuole; la maggioranza appartiene alla chiesa apostolica armena mentre una minoranza di armeni appartiene alla Chiesa cattolica armena.
Fino al genocidio armeno del 1915, la maggior parte della popolazione armena della Turchia (allora Impero ottomano) viveva nelle parti orientali del paese che gli armeni chiamano Armenia occidentale (grosso modo corrispondente all'odierna regione dell'Anatolia orientale).

## Storia
Gli armeni che vivono oggi in Turchia sono un residuo di quella che una volta era una comunità molto più ampia che esiste da migliaia di anni, molto prima dell'istituzione del Sultanato di Rum. Le stime per il numero di cittadini armeni dell'Impero ottomano nel decennio antecedente alla prima guerra mondiale variano tra 1,3 (dati ufficiali ottomani) e 3 milioni (stime indipendenti).
Quando Costantinopoli entrò finalmente a far parte dell'Impero ottomano, il sultano concesse il sostegno finanziario alla Chiesa Apostolica, in modo che potesse costruire chiese nella città, atto vietato dai bizantini poiché li consideravano eretiche. Gli armeni nell'Impero ottomano erano visti come un millet separato e avevano lo status di cittadini di seconda classe, ma non venivano in via generale maltrattati almeno fino all'era tarda della storia dell'impero. Molti armeni avevano guadagnato posizioni significative nell'impero in professioni come quelle bancarie in cui avevano quasi il monopolio. La più antica compagnia turca, Zildjian, fu fondata da un armeno.
A partire dalla fine del XIX secolo, l'instabilità politica, le terribili condizioni economiche e le continue tensioni etniche spinsero all'emigrazione ben 100000 armeni in Europa, nelle Americhe e in Medio Oriente. Questo massiccio esodo dall'Impero ottomano è ciò che diede inizio all'odierna diaspora armena in tutto il mondo.
Ci fu un conflitto tra armeni e turchi tra il 1892 e il 1915. Il genocidio armeno seguì nel 1915-1916 fino al 1918, durante il quale il governo ottomano dell'epoca ordinò la deportazione e l'uccisione di oltre 1 milione di armeni. Queste misure interessarono circa il 75-80% di tutti gli armeni che vivevano nell'Impero ottomano durante la prima guerra mondiale. Molti morirono direttamente a causa dei massacri ottomani, mentre altri a causa della disidratazione, delle malattie e della fame durante le marce della morte e nel deserto siriano, e ancora di più, a causa delle incursioni curde sui rifugiati in fuga durante le marce della morte.
Per quanto riguarda i restanti armeni a est, nel 1917-1918 trovarono rifugio nel Caucaso e nelle aree controllate dalla neonata Prima Repubblica di Armenia. Non tornarono mai alle loro case originarie nell'odierna Turchia orientale (composta da sei vilayet, Erzurum, Van, Bitlis, Diyarbakır, Mamuretülaziz e Sivas).
I loro discendenti sono conosciuti come cripto-armeni (o armeni nascosti) e sono presenti in tutta l'Armenia occidentale, ma in particolare a Dersim (Tunceli). Durante il XX secolo, un numero imprecisato di armeni che vivevano nella regione montuosa di Dersim si convertì all'alevismo. Durante il genocidio armeno, molti degli armeni nella regione furono salvati dai loro vicini curdi. Secondo Mihran Prgiç Gültekin, capo dell'Unione degli armeni di Dersim, circa il 75% della popolazione di Dersim sono "armeni convertiti". Nel 2012 ha riferito che oltre 200 famiglie a Tunceli hanno dichiarato la loro discendenza armena, ma altre hanno avuto paura di farlo. Nell'aprile 2013, Aram Ateşyan, il patriarca armeno di Costantinopoli ad interim, ha dichiarato che il 90% della popolazione di Tunceli è di origine armena.
La maggior parte dei sopravvissuti armeni della Cilicia e delle aree più meridionali con presenza armena come Diyarbakir finirono nel nord della Siria e nel Medio Oriente. Tutti coloro che riuscirono a sopravvivere ai campi di sterminio / deportazioni a Deir ez-Zor finirono in queste regioni. Gli armeni deportati dalle aree che erano sotto il controllo degli alleati nel 1918, in particolare il mandato francese di breve durata, che aveva il controllo della Turchia sud-orientale e di tutta la Cilicia secondo l'accordo Sykes-Picot, furono in grado di tornare alle loro case per raccogliere gli averi o cercare i propri cari. Dopo la caduta della Cilicia francese, alcuni di quei rimpatriati tentarono di rimanere permanentemente dopo la riconquista turca dei territori, ma furono tutti cacciati all'inizio degli anni '30 per vari motivi. Coloro che lasciarono il Mandato finirono in Siria, Francia, Armenia, Americhe e resto d'Europa, in quest'ordine. La popolazione armena subì il colpo finale con i massacri e le atrocità per tutto il periodo 1920-1923, durante la guerra d'indipendenza turca. Quelli che soffrirono maggiormente furono gli armeni rimasti nell'est e nel sud della Turchia, e i greci del Ponto nella regione del Mar Nero.
Alla fine degli anni '20, solo una manciata di armeni non convertiti rimasti in Turchia era sparpagliata in tutto il paese, con l'unica popolazione armena vitale rimasta nelle città di Istanbul (e nei suoi dintorni), Diyarbakir e Malatya, e quelli in gran parte scomparsi a causa del conflitto Turchia-PKK che migrarono a Istanbul. Al momento dell'istituzione della Repubblica di Turchia, la provincia di Hatay faceva parte della Siria, ed è per tale motivo che l'area presenta ancora alcune comunità armene stabilite e riconosciute ufficialmente.

## Demografia
| Anno | Prima lingua | Seconda lingua | Totale | Popolazione della Turchia | % dei locutori totali |
| ---- | ------------ | -------------- | ------ | ------------------------- | --------------------- |
| 1927 | 67745        | -              | 67745  | 13629488                  | 0,50                  |
| 1935 | 57599        | 9782           | 67381  | 16157450                  | 0.42                  |
| 1945 | 47728        | 12354          | 60082  | 18790174                  | 0.32                  |
| 1950 | 52776        | 9322           | 62098  | 20947188                  | 0.30                  |
| 1955 | 56235        | 6084           | 62319  | 24064763                  | 0.26                  |
| 1960 | 52756        | 19444          | 72200  | 27754820                  | 0.26                  |
| 1965 | 33094        | 22260          | 55354  | 31391421                  | 0.18                  |

A causa degli eventi in Turchia durante il secolo scorso, gli armeni turchi sono stati uccisi, costretti a nascondersi e convertiti con la forza all'Islam, dividendoli di conseguenza in diversi gruppi. Ci sono tre gruppi: cristiani armeni, cripto-armeni e armeni musulmani. Gli armeni cristiani sono nella maggior parte dei casi parte della minoranza riconosciuta, ma possono comprendere anche i cripto-armeni che non sono legalmente riconosciuti come armeni ma si identificano come immigrati armeni e cristiani e armeni in Turchia. I cristiani-armeni sono armeni legalmente identificati come turchi e sono cristiani e riconoscono apertamente la loro identità. Altri nascondono la loro identità e praticano il cripto-cristianesimo o l'Islam, identificandosi apertamente come armeni seppure sono musulmani o non conoscono affatto la loro etnia. Il totale combinato di tutti gli armeni in Turchia è sconosciuto, perché il numero di persone che sono cripto-armene è difficile da determinare, con numeri che vanno da un minimo di 30000 a diversi milioni a seconda di quanto si amplia il criterio nei studi effettuati sui cripto-armeni. Tuttavia, il totale combinato degli armeni immigrati e di quelli della minoranza riconosciuta sarebbe stimato a 150-170000. Un'altra statistica potrebbe essere il numero di persone che sono membri del Patriarcato armeno di Costantinopoli, con una cifra 95000.

### Cristiani armeni
Si stima che la popolazione cristiana armena ufficialmente riconosciuta sia compresa tra 50000 e 70000, e per la maggior parte vive a Istanbul e nei suoi dintorni. Sono quasi sempre membri delle chiese armena apostolica, armena cattolica o armena evangelica. Il numero di cristiani armeni sta diminuendo sia a causa dell'emigrazione in Europa, nelle Americhe e in Australia, sia in aumento a causa degli immigrati armeni in cerca di lavoro (che sono interamente cristiani) e dei cripto-armeni che decidono di identificarsi apertamente come al Cristianesimo. Tuttavia, la gran parte di tale crescita non si riflette nei dati ufficiali, perché i cripto-armeni non sono elencati come parte della minoranza armena riconosciuta a causa delle leggi turche sulle minoranze ufficialmente riconosciute (armeni, greci ed ebrei), che non consentono ai nuovi armeni che si identificano come tali di cambiare la loro identità turca ricevuta alla nascita. Per quanto riguarda gli immigrati armeni, la maggior parte non può entrare a far parte della minoranza perché sono immigrati illegali. A causa di questi fattori, il numero de jure dei cristiani armeni è molto inferiore all'importo de facto.
La minoranza armena è riconosciuta come un gruppo separato nel sistema turco e ha le sue istituzioni religiose, culturali, sociali ed educative insieme a mezzi di comunicazione distinti. La comunità armena turca lotta per mantenere aperte le proprie istituzioni, i media e le scuole a causa della diminuzione della domanda proveniente dall'emigrazione e dei sacrifici economici piuttosto considerevoli.

#### Regioni con cristiani armeni

##### Istanbul

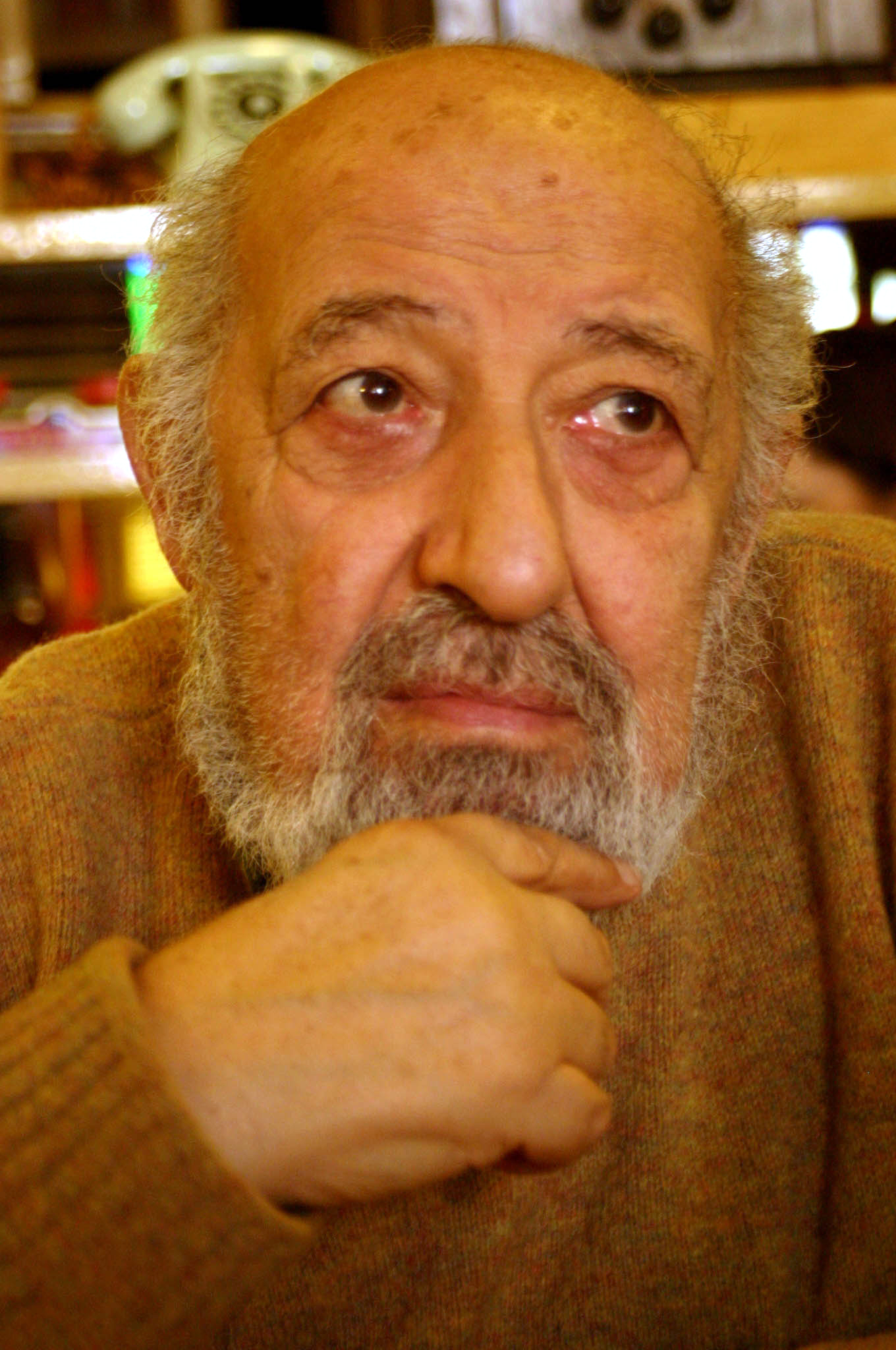
Ara Güler era un fotoreporter armeno-turco, soprannominato "l'occhio di Istanbul".

La Comunità armena di Istanbul è la più grande della Turchia. La città rappresentava un centro in cui i cristiani armeni erano almeno in qualche modo protetti al momento della creazione della Turchia dopo il genocidio armeno. Altri fattori includevano il Patriarcato avente sede in città, l'economia e la qualità della vita della città, tutti fattori che hanno attratto gli immigrati armeni e che hanno permesso alla comunità di mantenere un numero stabile di fronte alle discriminazioni e alla migrazione costante.
Le tre aree principali in cui gli armeni vivono a Istanbul sono i quartieri di Kumkapı, Yeşilköy e Pangaltı, così come le Isole dei Principi, in particolare l'isola di Kinaliada. Kumkapi è la sede del Patriarcato armeno di Costantinopoli ed è nota per i suoi numerosi ristoranti di pesce e di chiese storiche. Una delle principali differenze tra le aree è che Kumkapi è apostolica, mentre Pangalti ha una presenza mista di armeni cattolici e cattolici romani, infine Yesilköy è principalmente un quartiere cattolico armeno, cattolico romano e siriaco ortodosso. Kumkapi si trova nella città vecchia, Pangalti si trova nella parte più nuova e Yesilköy è un quartiere sul Mar di Marmara situato a 11 km a ovest delle mura di Costantinopoli.
Fra le isole dei principi, Kınalıada ha la particolarità di avere una popolazione con predominanza armena dal 1846.

##### Provincia di Hatay
Iskenderun ha una piccola chiesa armena e una comunità di poche dozzine di armeni.
Vakıflı Köyü (in armeno: Վաքիֆ - Vakif) è l'unico villaggio completamente armeno rimasto in Turchia. Questo villaggio e altri 6 sono riusciti a superare il genocidio armeno nella difesa di Musa Dagh. Questo particolare villaggio esiste perché una parte della popolazione decise di rimanere dopo l'invasione e l'annessione dell'area di Hatay dalla Turchia nel 1939. Gli abitanti degli altri sei villaggi decisero invece di andarsene. Si trova sulle pendici di Musa Dagh nel distretto di Samandağ della provincia di Hatay. Il villaggio si affaccia sul Mar Mediterraneo in prossimità del confine siriano. Ospita una comunità di circa 130 turco-armeni, mentre circa 300 persone del villaggio tornano in visita durante l'estate.

#### Immigrazione dall'Armenia
La presenza armena cristiana in Turchia è rafforzata da un flusso costante di immigrati per lo più illegali provenienti dall'Armenia che si stabiliscono in Turchia alla ricerca di migliori opportunità di lavoro, e dove le differenze retributive possono essere piuttosto significative. Nonostante un'opinione pubblica negativa in Armenia di "un armeno che lavora per un turco" a causa del secolare rapporto ostile tra i due Paesi, nel 2010 c'erano tra 22000 e 25000 cittadini armeni che vivevano illegalmente nella sola Istanbul, secondo le autorità turche, con una cifra totale stimata di 100.000. Molti di loro sono impiegati presso le famiglie turche per fornire servizi domestici, come cucinare e pulire. Secondo le interviste in un sondaggio nel 2009 su 150 migranti lavorativi armeni, la maggioranza era di donne. Nel 2010, tra le pressioni dell'Armenia per il riconoscimento del genocidio armeno del 1915, il primo ministro Erdoğan ha minacciato di deportare gli immigrati illegali in Armenia, ma in seguito la tensione si è gradualmente attenuata. Alcuni immigrati armeni non discutono di tornare in patria dopo essersi adattati alla vita in Turchia. A partire dal 2011, i bambini dei cittadini armeni che vivono illegalmente a Istanbul sono stati autorizzati a frequentare le scuole della minoranza armena locale, ma poiché non sono cittadini turchi, non ricevono diplomi alla fine del trimestre scolastico. Secondo il ricercatore Alin Ozinian, il numero degli armeni che vivono illegalmente in Turchia (nel 2009) è compreso tra 12000 e 13000 e non tra 70000 e 100000 come è stato stimato in precedenza. Aris Nalci, giornalista che lavora per il quotidiano armeno-turco Agos, ha dato numeri leggermente più alti, tra 12000 e 14000 (nel 2010).

##### Provincia di Diyarbakir
Diyarbakir (o Amida/Tigranakert) ha tre chiese armene operative a partire dal 2015: una apostolica, una cattolica e una protestante, il numero più alto per qualsiasi città della Turchia esclusa Istanbul. La moderna comunità armena della città è stata fondata negli anni '20 e '30 quando tutti gli armeni che vivevano ancora nelle aree circostanti si sono uniti trasferendosi a Diyarbakır, formando una comunità composta da 30 famiglie negli anni '80 a Sur, il quartiere storico della città. Si potrebbe anche presumere che anche molti cripto-armeni abbiano vissuto qui, perché quando la chiesa apostolica è stata restaurata nel 2011 dopo anni di abbandono, diverse migliaia di persone sono venute alle celebrazioni della messa, compresi gli armeni della diaspora. Nel 2017, un terzo dell'area sud-orientale del distretto di Sur è stato raso al suolo a causa dell'occupazione dei ribelli curdi. La chiesa armena è stata perquisita da coloro che si sospettano essere i Lupi Grigi dopo che la maggior parte degli abitanti di Sur sono stati costretti ad andarsene con l'occupazione del distretto dell'esercito turco. Questa parte del distretto è stata ricostruita e rivenduta a investitori turchi e stranieri.

### Armeni musulmani

#### Hemşin
Anche in Turchia gli Hemşin sono musulmani sunniti di origine e cultura armena che si sono convertiti all'Islam durante il dominio ottomano, e vivono principalmente nei distretti di Hopa e Borçka della provincia turca di Artvin. Oltre al turco, parlano un dialetto dell'armeno occidentale che chiamano "Homshetsma" o "Hemşince" in lingua turca.

### Altri armeni

#### Cripto-armeni
Gli armeni nascosti o cripto-armeni è un "termine generico per descrivere il popolo turco di origine etnica armena in tutto o in parte, il quale generalmente nasconde la propria identità armena alla più ampia società turca. Sono i discendenti degli armeni in Turchia che sono stati islamizzati e turchificati sotto la minaccia di morte, sfollamento, perdita della proprietà o una combinazione di tutti questi fattori durante il genocidio armeno. I modi in cui sono stati convertiti includevano gli orfani che venivano accolti da famiglie musulmane, e le donne armene prese in moglie dai soldati e da intere famiglie che si convertivano unendosi alle comunità che le accettavano.
Molti cripto-armeni sono totalmente inconsapevoli della loro etnia armena, vivendo come turchi o curdi, mentre molti sanno di essere armeni ma lo nascondono per il timore di subire discriminazioni.

##### Affiliazione religiosa
Considerando la loro natura peculiare, i cripto-armeni, non possono essere classificati né come musulmani né come cristiani. Alcuni praticano il cripto-cristianesimo, mascherandosi da musulmani, mentre molti praticano in modo sincero l'Islam. Anche la maggior parte dei cripto-armeni che in seguito si identificano come armeni sono allo stesso modo cristiani, con una pratica comune, tra coloro che confessano la loro etnia, nell'essere battezzati al cristianesimo. Tuttavia, alcuni che si identificano come armeni non cambiano la loro religione e continuano a essere musulmani. Altri addirittura praticano entrambe le fedi a seconda del luogo in cui si trovano. Ciò potrebbe essere dovuto solo alla mancanza di chiese e, per gli armeni che si identificano come musulmani, per paura degli estremisti turchi.

## Politica

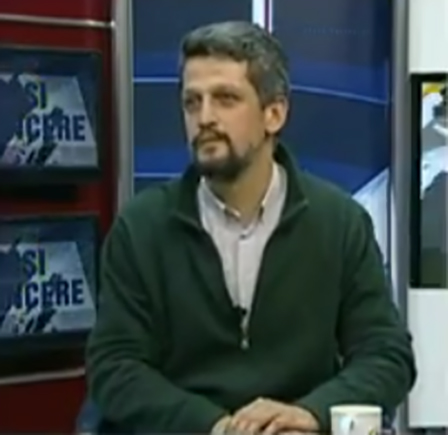
Garo Paylan (armeno: Կարօ Փայլան, nato nel 1972) è un politico turco di origine armena. È membro della Grande Assemblea Nazionale della Turchia per il Partito Democratico dei Popoli (HDP) in rappresentanza di Istanbul. È diventato uno dei primi membri armeni del parlamento turco da decenni.

I partiti politici armeni tradizionali erano noti per essere molto attivi nella vita politica armeno-turca almeno dal 1890 al 1915 e questo includeva la Federazione Rivoluzionaria Armena (ARF - Dashnagtsutiun), il Partito Socialdemocratico Hunchakian (Hunchak) e il Partito Armenakan, il predecessore del Partito Liberale Democratico Armeno (Partito Ramgavar). Le attività di tutti questi partiti armeni furono però ridotte dopo il 1915, e i partiti politici su base etnica, nonché i partiti politici su base religiosa sono de jure vietati in Turchia.
Alcuni sottolineano il fatto che all'inizio degli anni '20 c'era un certo numero di armeni nel movimento di Mustafa Kemal Atatürk, che lo aiutavano persino attivamente nel suo Movimento nazionale turco sostenendo la sua ideologia kemalista e il movimento laico. Gli armeni percepivano nello Stato secolare stabilito da Atatürk un modo di sopravvivenza per i restanti armeni ancora in Turchia.
L'imposta sul patrimonio nota come Varlık Vergisi, un'imposta turca riscossa sui ricchi cittadini della Turchia da una legge emanata l'11 novembre 1942, con l'obiettivo dichiarato di raccogliere fondi per la difesa del paese in caso di un'eventuale entrata nella seconda guerra mondiale ebbe un effetto devastante sulle minoranze etniche della Turchia e, soprattutto, sulla comunità armena. Questa legge draconiana fu oggetto di aspre critiche, poiché i proprietari di immobili dovevano vendere molti dei loro beni a prezzi notevolmente ridotti o tali beni venivano confiscati dalle autorità. Questa legge impopolare fu abolita il 15 marzo 1944.
Gli armeni della Turchia sono stati anche molto critici nei confronti del ruolo attivista svolto dall'esercito segreto armeno per la liberazione dell'Armenia (ASALA), dai commando di giustizia contro il genocidio armeno (JCAG), dall'esercito rivoluzionario armeno (ARA) e da altre organizzazioni di guerriglia armena prendendo come bersaglio i diplomatici e gli interessi turchi in tutto il mondo al culmine della loro campagna anti-turca negli anni '70 e '80. I timori degli armeni turchi erano giustificati dal fatto che molte volte le istituzioni turco-armene e persino i centri religiosi erano presi di mira da minacce e veri e propri bombardamenti comme atti rappresaglia degli attacchi di ASALA, JCAG, ARA e altri.
Il turco-armeno Artin Penik si suicidò nel 1982 immolandosi in segno di protesta contro l'attacco terroristico del 7 agosto 1982 all'aeroporto internazionale Esenboğa di Ankara da parte dell'Esercito segreto armeno per la liberazione dell'Armenia. Penik morì cinque giorni dopo essersi dato fuoco in piazza Taksim, la piazza principale di Istanbul, e la sua posizione fu ricondivisa dai mass media turchi come una protesta della maggior parte dei turco-armeni contro tali attacchi. Nove persone furono uccise e più di 70 ferite nell'attacco all'aeroporto turco.
Un altro punto turbolento per la comunità armena della Turchia è stato il processo pubblico altamente pubblicizzato del sicario armeno e uno degli autori dell'attacco, il 25enne Levon Ekmekjian, che è stato giudicato colpevole e infine impiccato nella prigione civile di Ankara, il 30 gennaio 1983. Era stato condannato a morte nel settembre 1982 dopo aver confessato di aver compiuto l'attacco all'aeroporto con un altro uomo armato per conto dell'ASALA, nonostante avesse pubblicamente condannato gli atti violenti durante il proprio processo e avesse fatto appello ai militanti armeni per fermare la violenza.
La Commissione turca per la riconciliazione armena (TARC) è stata istituita nel luglio 2001, in un progetto congiunto di una serie di intellettuali ed esperti politici turchi e armeni per discutere i vari aspetti delle relazioni turco-armene e approvare una serie di raccomandazioni ai governi di Turchia e Armenia su come migliorare le relazioni tese tra i due paesi.
Migliaia di turchi si sono uniti agli intellettuali turchi nel chiedere pubblicamente scusa per le uccisioni di massa e le deportazioni di armeni nell'Impero ottomano del periodo della prima guerra mondiale. Le scuse senza precedenti sono state avviate da un gruppo di 200 accademici, giornalisti, scrittori e artisti turchi in disaccordo con la versione turca ufficiale di quello che molti storici considerano il primo genocidio del XX secolo. La loro petizione, intitolata "Mi scuso", è stata pubblicata su un sito web speciale.

### Politica locale
Gli armeni in Turchia erano attivi nella politica turca. Il turco-armeno Sarkis "Aghparik" Cherkezian e Aram Pehlivanyan (soprannome: Ahmet Saydan) hanno svolto un ruolo fondamentale nella fondazione del Partito Comunista di Turchia. C'erano anche attivisti armeni in molti altri partiti politici turchi. Nel 2015, tre turco-armeni, Garo Paylan (Partito Democratico dei Popoli), Markar Esayan (Partito della Fiustizia e dello sviluppo) e Selina Özuzun Doğan (Partito Popolare Repubblicano), sono diventati i primi armeni ad essere eletti come membro del Parlamento alla Grande Assemblea Nazionale della Turchia dal 1961.
Hrant Dink, il giornalista, scrittore e attivista politico turco-armeno, nonché capo redattore ed editore di Agos si era ritagliato una posizione di figura molto importante per trasmettere le idee e le aspirazioni della comunità armena in Turchia non solo per i turco-armeni ma per molti armeni in tutto il mondo. Il suo quotidiano Agos aveva svolto un ruolo importante nel presentare le denunce storiche armene attraverso la pubblicazione di articoli e opinioni in lingua turca rivolti all'opinione pubblica turca. Il suo assassinio davanti alla redazione del suo giornale il 19 gennaio 2007 si è trasformato in un'occasione per esprimere il dolore nazionale in tutta la Turchia, in un raduno di grande sostegno per le preoccupazioni della comunità armena in Turchia da parte dell'opinione pubblica turca.
Dink era meglio conosciuto per aver sostenuto la riconciliazione turco-armena e i diritti umani delle minoranze in Turchia; è stato spesso critico sia nei confronti della negazione da parte della Turchia del genocidio armeno, sia della campagna della diaspora armena per il suo riconoscimento internazionale. Dink è stato perseguito tre volte per "insulto alla turchicità", mentre ha ricevuto numerose minacce di morte dai nazionalisti turchi. Al suo funerale, centomila persone in lutto hanno marciato in segno di protesta contro l'assassinio, cantando "Siamo tutti armeni" e "Siamo tutti Hrant Dink". La critica dell'articolo 301 è diventata sempre più forte dopo la sua morte, portando a proposte parlamentari per l'abrogazione della legge.
La questione delle proprietà delle fondazioni armene sequestrate dalla Repubblica turca è stata affrontata e parzialmente risolta dalla legge  n. 5698 del 2008, la, quale ha disposto la restituzione di diverse proprietà immobiliari alla comunità armena.

## Religione

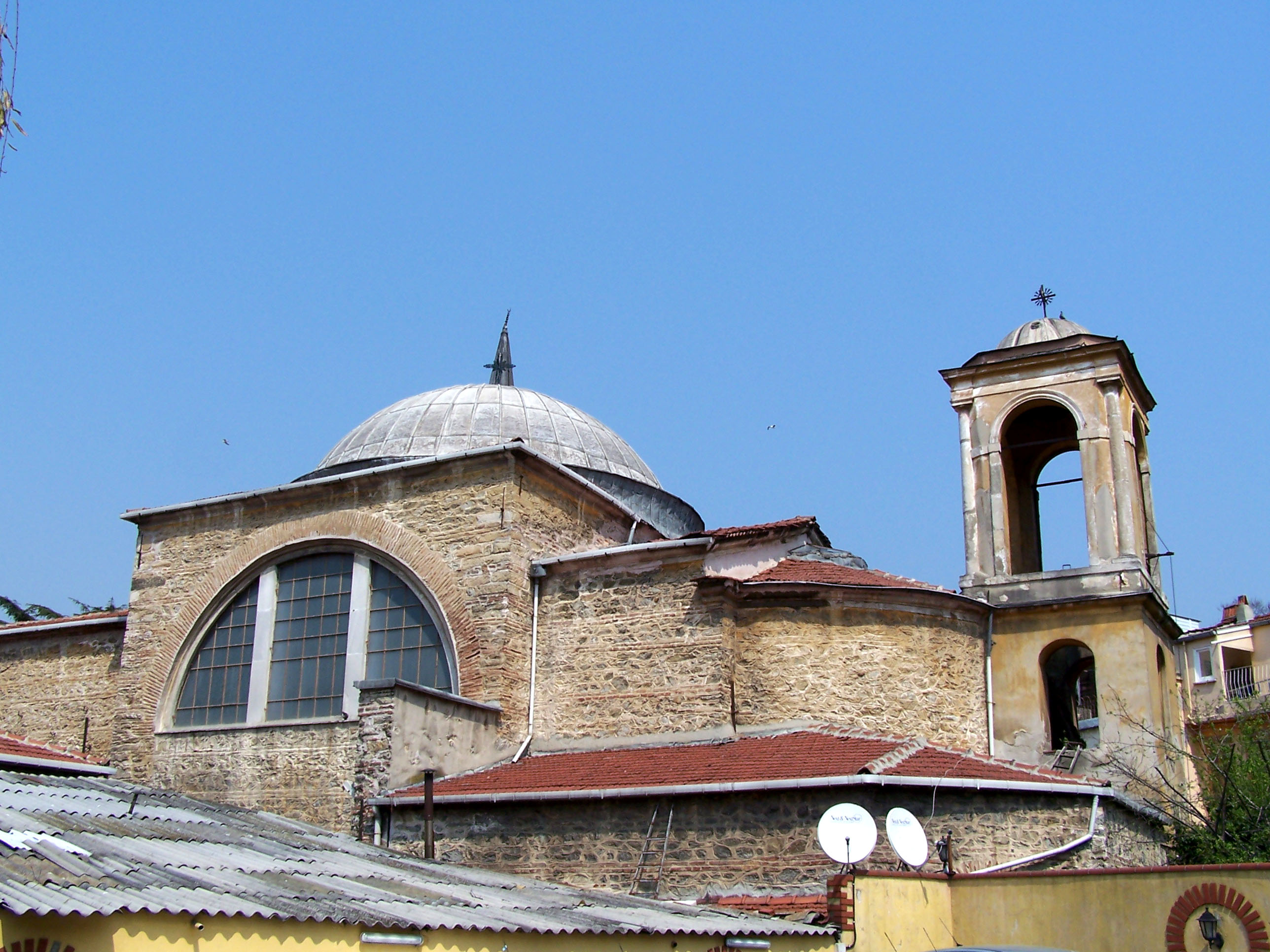
Surp Krikor Lusavoriç Kilisesi (Chiesa di San Gregorio l'illuminatore) a Kuzguncuk, Üsküdar, Istanbul.

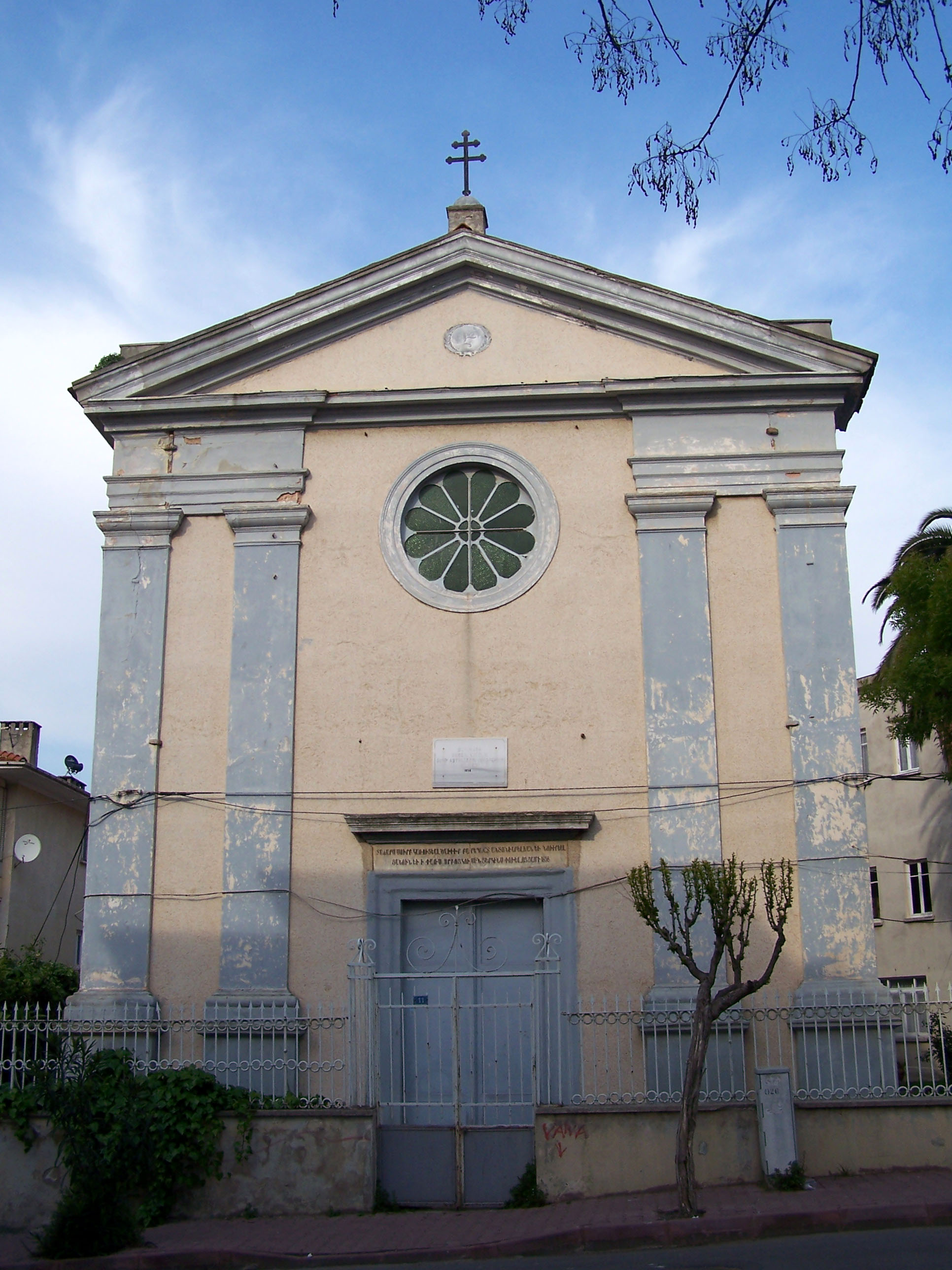
Chiesa cattolica armena dell'Assunzione a Büyükada, Adalar, Istanbul.

### Affiliazione religiosa
Virtualmente tutti gli armeni che sono ufficialmente registrati come parte della minoranza armena sono cristiani nelle chiese armene apostoliche, cattoliche o meno comunemente protestanti. La religione degli altri e di coloro che non fanno ufficialmente parte della minoranza è elaborata nel paragrafo Demografia.

### Patriarcato armeno di Costantinopoli
Il Patriarcato armeno di Istanbul (ufficialmente Patriarcato armeno di Costantinopoli) è, dal 1461, il capo religioso della comunità armena in Turchia. Il Patriarcato armeno di Costantinopoli ha esercitato in precedenza un ruolo politico molto significativo e ancora oggi esercita un'autorità spirituale, che gli fa guadagnare un notevole rispetto tra le chiese ortodosse. Il Patriarcato armeno di Costantinopoli riconosce il primato del Supremo Patriarca e Catholicos di tutti gli Armeni, nella sede spirituale e amministrativa della Chiesa armena, a Echmiadzin, Repubblica di Armenia, nelle questioni che riguardano la Chiesa apostolica armena mondiale. Nelle questioni locali, la Sede Patriarcale è autonoma.

### Arcieparchia armena cattolica di Costantinopoli
L'Arcieparchia armena cattolica di Costantinopoli ha sede a Istanbul e nel 2008 ha registrato 3650 seguaci.

### Data di Natale, galateo e usanze
Gli armeni celebrano il Natale in una data successiva rispetto alla maggior parte dei cristiani, il 6 gennaio, anziché il 25 dicembre. La ragione di ciò è storica; secondo gli armeni, i cristiani una volta celebravano il Natale il 6 gennaio, fino al IV secolo. Il 25 dicembre era originariamente una festa pagana che celebrava la nascita del sole. Molti membri della chiesa continuarono a celebrare entrambe le festività, e la chiesa romana cambiò la data del Natale con il 25 dicembre e dichiarò che il 6 gennaio era la data in cui i tre re magi visitarono il bambino Gesù. Poiché la Chiesa apostolica armena si era già separata dalla chiesa romana in quel momento, la data del Natale è rimasta invariata per gli armeni.
Gli armeni in Turchia si riferiscono al Natale come Surp Dzınunt (Santa Nascita) e hanno cinquanta giorni di preparazione chiamati Hisnag prima di Natale. La prima, la quarta e la settima settimana di Hisnag sono periodi di digiuno vegetariano per i membri della chiesa e ogni sabato al tramonto una nuova candela viola viene accesa con preghiere e inni. Il secondo giorno di Natale, il 7 gennaio, le famiglie visitano le tombe dei parenti e dicono le preghiere.

### Chiese armene in Turchia
La Turchia ha centinaia di chiese armene, la maggior parte delle quali è tuttavia in rovina o viene utilizzata per altri scopi. Le chiese armene ancora in uso appartengono a varie denominazioni, principalmente quella armena apostolica, ma anche armena cattolica e armena evangelica protestante.

## Formazione scolastica
La comunità armena turca deve affrontare problemi educativi a causa del numero in costante calo di studenti ogni anno scolastico e della mancanza di fondi. Il numero di scuole armene diminuisce di anno in anno. Le scuole vanno dall'asilo al 12° grado (K-12), dall'asilo all'8° grado (K-8) o dal 9º grado al 12° (9-12). Ermeni İlköğretim Okulu significa "scuola primaria + secondaria armena". Ermeni Lisesi significa "liceo armeno". Le scuole armene applicano l'intero curriculum turco oltre alle materie armene, principalmente in lingua, letteratura e religione armena.
Nel settembre 2011, il governo turco ha riconosciuto il diritto delle famiglie immigrate dall'Armenia di mandare i propri figli nelle scuole della comunità armena turca. Questa mossa è stata il risultato delle pressioni del vice patriarca Aram Ateşyan, secondo il quale c'erano circa 1.000 figli di immigrati armeni in Turchia a quel tempo. Tuttavia, non essendo cittadini turchi, alla fine del periodo scolastico non ricevevano diplomi.
K-8
- Aramyan-Uncuyan. Ermeni İlköğretim Okulu
- Bezciyan (archiviato dall'url originale il 13 agosto 2007). Ermeni İlköğretim Okulu
- Bomonti (archiviato dall'url originale il 20 ottobre 2016). Ermeni İlköğretim Okulu
- Dadyan. Ermeni İlköğretim Okulu
- Kalfayan Cemaran. İlköğretim Okulu
- Karagözyan (archiviato dall'url originale il 7 marzo 2017). İlköğretim Okulu
- Kocamustafapaşa Anarat Higutyun (archiviato dall'url originale il 13 aprile 2011). Ermeni İlköğretim Okulu
- Levon Vartuhyan (archiviato dall'url originale il 28 settembre 2017). Ermeni İlköğretim Okulu
- Feriköy. Ermeni İlköğretim Okulu
- Nersesyan-Yermonyan Ermeni İlköğretim Okulu
- Pangaltı Anarat Higutyun. Ermeni İlköğretim Okulu
- Tarkmanças (archiviato dall'url originale il 27 dicembre 2019). Ermeni İlköğretim Okulu
- Yeşilköy. Ermeni İlköğretim Okulu

9-12
- Getronagan Ermeni Lisesi
- Surp Haç (archiviato dall'url originale il 13 agosto 2020). Ermeni Lisesi

K –12
- Esayan. Ermeni İlköğretim Okulu ve Lisesi
- Pangaltı. Ermeni Lisesi
- Sahakyan-Nunyan. Ermeni Lisesi

## Salute

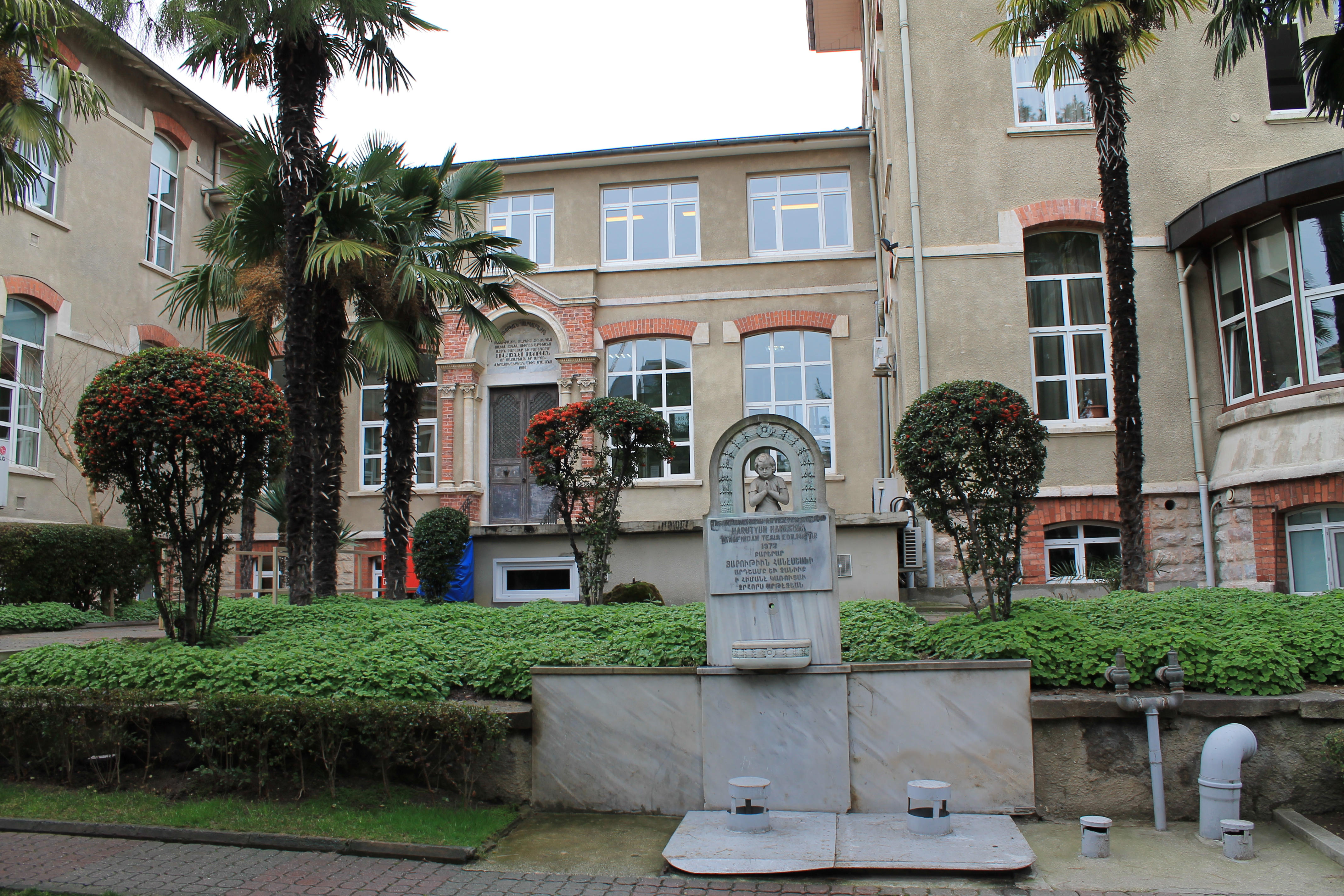
Surp Prgiç Armenian Hospital, Zeytinburnu

Tra le altre istituzioni, anche gli armeni turchi hanno i propri ospedali di lunga data:
- Ospedale armeno Surp Prgiç (in armeno Սուրբ Փրկիչ?, Sourp Pergitch in italiano: San Salvatore). Ha anche il suo bollettino informativo per i media chiamato "Surp Prgiç"
- Ospedale armeno Surp Agop (in armeno Սուրբ Յակոբ?, Sourp Hagop)

## Lingua
La maggior parte degli armeni in Turchia parla il turco. Solo circa il 18% di loro può parlare armeno e la maggior parte di tale numero è bilingue, con alcuni che hanno l'armeno come lingua madre e altri che lo imparano come seconda lingua.

### Armeno occidentale
L'Armeno occidentale (in armeno Արեւմտահայերէն pronuncia Arevmedahayeren?), in armeno Արեւմտեան աշխարհաբար pronuncia Arevmedyan Ashkharhapar?, (e precedentemente noto come in armeno Թրքահայերէն?, vale a dire "Trkahayeren" (turco-armeno) è uno dei due dialetti moderni dell'armeno, una lingua indoeuropea.
Il dialetto armeno occidentale è stato sviluppato nella prima parte del XIX secolo, sulla base del dialetto armeno degli armeni a Istanbul, per sostituire molti dei dialetti armeni parlati in tutta la Turchia.
Fu ampiamente adottato nella scrittura letteraria armena e nei media armeni pubblicati nell'Impero ottomano, così come in gran parte della diaspora armena e nella Turchia moderna. In parte a causa di ciò, Istanbul divenne il vero centro culturale e letterario degli armeni occidentali nel XIX e all'inizio del XX secolo.
L'armeno occidentale è la lingua parlata da quasi tutta la diaspora armena. L'unica comunità della diaspora che utilizza l'armeno orientale è la comunità armena iraniana, o coloro che sono immigrati dall'Armenia. Tuttavia, l'armeno occidentale è il dialetto principale dell'armeno che si trova nel Nord e Sud America, in Europa (ad eccezione di quello in Russia) e nella maggior parte del Medio Oriente (tranne in Iran e Armenia). L'armeno occidentale è la lingua principale della diaspora perché la grande maggioranza della diaspora armena in tutte queste aree (Europa, Americhe, Medio Oriente) si è formata nel XIX e all'inizio del XX secolo dalle popolazioni armene dell'Impero ottomano, che è il luogo in cui l'armeno occidentale era storicamente parlato.
Tuttavia, la lingua armena occidentale è ancora parlata da una piccola minoranza dell'attuale comunità armena in Turchia. Tuttavia, solo il 18% della comunità armena parla l'armeno occidentale, mentre l'82% della comunità armena parla il turco. Questa percentuale è ancora più bassa tra i giovani di cui solo l'8% parla armeno occidentale e il 92% parla turco. Il turco sta sostituendo l'armeno occidentale come lingua madre e l'UNESCO ha aggiunto l'armeno occidentale nel suo annuale Atlante delle lingue del mondo in pericolo, dove la lingua armena occidentale in Turchia è definita come una lingua decisamente in pericolo.
La lingua armena occidentale è notevolmente diversa nella grammatica, pronuncia e ortografia dalla lingua armena orientale parlata in Armenia, Iran e Russia, sebbene siano entrambe mutuamente intelligibili. L'armeno occidentale conserva ancora l'ortografia armena classica nota come ortografia mashtots, mentre l'armeno orientale ha adottato l'ortografia riformata negli anni '20 (l'armeno orientale in Iran non ha adottato allora questa riforma).

### Armeno-turco (turco in alfabeto armeno)
Dall'inizio del XVIII secolo fino al 1950 circa, e per quasi 250 anni, più di 2000 libri sono stati stampati in lingua turca utilizzando le lettere dell'alfabeto armeno. Questo è popolarmente noto come armeno-turco.
L'armeno-turco non era usato solo dagli armeni, ma anche molte élite non armene (compresi gli intellettuali turchi ottomani) potevano effettivamente leggere i testi in lingua turca dell'alfabeto armeno.
L'alfabeto armeno era anche utilizzato accanto all'alfabeto arabo sui documenti ufficiali dell'Impero ottomano, scritti in turco ottomano. Ad esempio, l'edizione di Aleppo della gazzetta ufficiale dell'Impero ottomano, chiamata "Frat" (turco e arabo per l'Eufrate) conteneva una sezione di leggi turca stampata in alfabeto armeno.
Inoltre, in particolare, il primo romanzo ad essere scritto nell'impero ottomano fu Akabi Hikayesi del 1851, scritto dallo statista armeno, giornalista e romanziere Vartan Pasha (Hovsep Vartanian) in turco ottomano, fu pubblicato con caratteri armeni. Akabi Hikayesi rappresentava una storia d'amore impossibile tra due giovani provenienti da due comunità diverse tra ostilità e avversità.
Quando la famiglia armena Duzian gestì la zecca ottomana durante il regno di Abdülmecid I, conservarono i loro registri in turco ottomano scritto in caratteri armeni.
Una grande collezione di armeno-turco si trovava nel culto cristiano armeno fino alla fine degli anni '50. La Bibbia usata da molti armeni nell'Impero ottomano non era solo la versione biblica stampata in armeno, ma a volte anche le Bibbie in lingua turca tradotte usando l'alfabeto armeno. L'uso era continuato nelle riunioni della chiesa armena specialmente per coloro che erano turcofoni piuttosto che armenofoni. Molti dei canti spirituali cristiani usati in alcune chiese armene erano anche in armeno-turco.

### Armeni e lingua turca

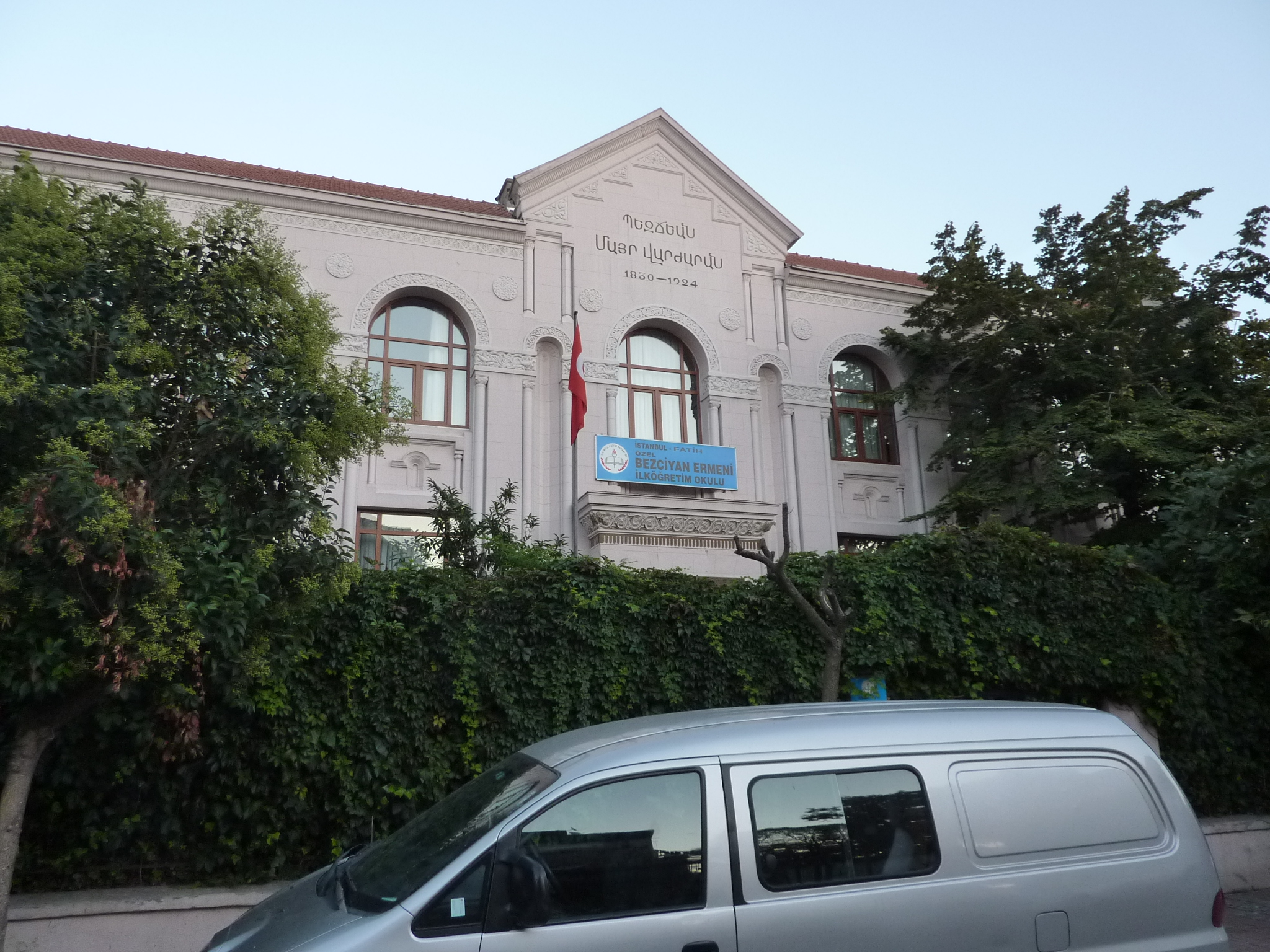
La scuola armena a Kumkapi, Istanbul (accanto alla chiesa patriarcale Surp Asdvadzadzin)

Gli armeni hanno svolto un ruolo chiave nella promozione della lingua turca, comprese le riforme della lingua turca avviate da Mustafa Kemal Atatürk.
Il linguista ottomano Bedros Keresteciyan ha completato il primo dizionario etimologico del turco. Gli armeni hanno contribuito notevolmente allo sviluppo della stampa in Turchia: Tokatlı Apkar Tıbir ha avviato una tipografia a Istanbul nel 1567, lo storico Eremia Çelebi, Merzifonlu Krikor, Sivaslı Parseh, fratelli Hagop, Haçik Kevorkyan Abraham dalla Tracia, Eğinli Bogos Arabian, Hovannes Muhendisian, Rephael Kazancian erano tra i tanti. Bogos Arabian ha pubblicato il primo quotidiano turco, Takvim-i Vekayi, e la sua traduzione in armeno. Hovannes Muhendisian è conosciuto come il "Gutenberg turco". Haçik Kevorkyan ha aggiornato l'alfabeto turco ottomano. Yervant Mısırlıyan sviluppò e implementò la pubblicazione di libri a puntate per la prima volta nell'Impero ottomano. Kasap Efendi, ha pubblicato la prima rivista di fumetti Diyojen nel 1870.
Agop Dilâçar (1895–1979) era un linguista turco armeno che ha dato un grande contributo alla riforma della lingua turca. Si è specializzato in lingue turche ed è stato capo specialista per le lingue occidentali dell'Organizzazione per la lingua turca (TLA) dal 1938 al 1979. Oltre all''armeno e al turco, Martayan conosceva altre lingue come inglese, greco, spagnolo, latino, tedesco, russo e bulgaro. Fu invitato il 22 settembre 1932, come specialista in linguistica, al Primo Congresso sulla lingua turca sotto la supervisione di Mustafa Kemal Atatürk. Istepan Gurdikyan (1865-1948), linguista, turcologo, educatore e accademico e Kevork Şimkeşyan entrambi etnici armeni furono anche importanti oratori alla prima conferenza sulla lingua turca. Agop Martayan Dilaçar continuò il suo lavoro e la sua ricerca sulla lingua turca come specialista della neonata Associazione per la lingua turca ad Ankara. Atatürk gli suggerì il cognome Dilaçar (che letteralmente significa apertura della lingua), che accettò. Ha insegnato storia e lingua all'Università di Ankara tra il 1936 e il 1951 ed è stato il capo consigliere della Türk Ansiklopedisi (Enciclopedia turca), tra il 1942 e il 1960. Ha mantenuto la sua posizione e ha continuato la sua ricerca in linguistica presso la L'Organizzazione della lingua turca fino alla sua morte nel 1979.

## Cultura
Gli armeni cercano di mantenere una ricca vita culturale e partecipano alla scena artistica turca.

### Musica
La formazione culturale e musicale pan-turca Kardeş Türküler, oltre a eseguire una ricca selezione di brani musicali turchi, curdi, georgiani, arabi e gitani, comprende anche una serie di interpretazioni della musica tradizionale armena nel suo repertorio. Ha dato concerti sold-out in Armenia come parte del Programma culturale turco-armeno, che è stato reso possibile con il supporto dell'USAID.
Il coro "Sayat-Nova" è stato fondato nel 1971 con il patrocinio della Chiesa dei bambini di Istanbul, esegue canti e studi tradizionali armeni e interpreta la musica popolare armena.
Nella musica lirica classica e nel teatro, Toto Karaca era una figura importante sul palcoscenico. Nella tradizione popolare, l'effetto di Udi Hrant Kenkulian come leggendario suonatore di oud è indiscutibile.
Nella musica contemporanea, Arto Tunçboyacıyan e suo fratello il compianto Onno Tunç sono due veri musicisti jazz, compositori e arrangiatori. L'artista rock turco Yaşar Kurt ha dichiarato di essere di etnia armena. Un altro famoso musicista rock armeno è Hayko Cepkin. Hayko Tataryan è anche noto per cantare in turco, armeno e greco, così come suo figlio Alex Tataryan. Di recente la cantante turco-armena Sibil Pektorosoğlu (meglio conosciuta con il suo mononimo Sibil) è diventata popolare vincendo premi musicali pan-armeni per le sue registrazioni.

### Cinema e recitazione
Nella recitazione cinematografica, una menzione speciale dovrebbe essere fatta a Vahi Öz che è apparso in innumerevoli film dagli anni '40 fino alla fine degli anni '60. Sami Hazinses (vero nome Samuel Agop Uluçyan) è apparso in decine di film turchi dagli anni '50 fino agli anni '90 e Nubar Terziyan è apparso in più di 400 film. L'attore e regista Kenan Pars (vero nome Kirkor Cezveciyan) e l'attrice di teatro e cinema Irma Felekyan (alias Toto Karaca), madre di Cem Karaca.

### Fotografia
Nella fotografia Ara Güler è stato un famoso fotografo e fotoreporter di origine armena, soprannominato "l'occhio di Istanbul" o "il fotografo di Istanbul".

### Letteratura
Romanzieri, poeti, saggisti e critici letterari turchi armeni continuano a svolgere un ruolo molto importante in particolare nella scena letteraria della diaspora armena, con opere di qualità in armeno occidentale.
Robert Haddedjian capo redattore del quotidiano Marmara pubblicato a Istanbul è rimasta una figura fondamentale nella scena della critica letteraria. Zareh Yaldizciyan (1923-2007), meglio conosciuto con il suo pseudonimo Zahrad, era un famoso poeta armeno occidentale.
Un certo numero di scrittori turchi - come Sait Faik, Kemal Tahir e Ahmed Hamdi Tanpinar - rappresentavano anche gli armeni nel loro lavoro e, nel caso di Tanpinar, in realtà avevano amici armeni e insegnavano nelle scuole armene.

## Media
Istanbul è stata la patria di numerose e influenti pubblicazioni armene. I giornali quotidiani ormai defunti molto importanti includevano Arevelk (1884-1915), Puzantyon (1896-1908), Sourhantag (1899-1908), Manzoume Efkyar (1912-1917), Vertchin Lour (1914-1924). Fuori Istanbul, le principali pubblicazioni quotidiane includevano Arshalouys (1909-1914), Tashink (1909-1914) e Van (1908-1909).
Attualmente, Istanbul ha due quotidiani in lingua armena. Questi due giornali, Jamanag (fondato nel 1908) e Marmara hanno anche una lunga tradizione nel mantenere viva la letteratura armena turca, che è parte integrante della lingua armena occidentale e della letteratura armena.
- Jamanag (Ժամանակ in armeno significa tempo) è un quotidiano in lingua armena di lunga data pubblicato a Istanbul, in Turchia. Il quotidiano è stato fondato nel 1908 da Misak Kochounian ed è stato un po' su base familiare, dato che è stato di proprietà della famiglia Kochounian sin dal suo inizio. Dopo Misak Kochounian, è stato tramandato a Sarkis Kochounian, e dal 1992 è curato da Ara Kochounian.
- Marmara,[48] quotidiano in armeno (armeno: Մարմարա) (a volte "Nor Marmara" - Nuova Marmara) è un quotidiano in lingua armena pubblicato dal 1940 a Istanbul, in Turchia. È stato istituito dal giornalista armeno Souren Shamlian. Robert Haddeler ha rilevato il giornale nel 1967. Marmara viene pubblicato sei volte a settimana (tranne la domenica). L'edizione del venerdì contiene anche una sezione in turco. La circolazione è segnalata a 2000 per numero.
- Agos,[49] (armeno: Ակօս, "Solco") è un settimanale armeno bilingue pubblicato a Istanbul in turco e armeno. È stata fondata il 5 aprile 1996. Oggi ha una tiratura di circa 5 000 copie. Oltre alle pagine in armeno e in turco, il giornale ha anche un'edizione in inglese on-line. Hrant Dink è stato il suo capo redattore dall'inizio del giornale fino al suo assassinio fuori dagli uffici del giornale a Istanbul nel gennaio 2007. Il figlio di Hrant Dink, Arat Dink, è stato direttore esecutivo del settimanale dopo il suo assassinio.
- Lraper, (Լրաբեր in armeno ) è una pubblicazione periodica trilingue in armeno, turco e inglese ed è l'organo ufficiale del Patriarcato armeno di Costantinopoli.

Altri titoli di media armeni includono: Sourp Pergiç (San Salvatore), la rivista dell'ospedale armeno Sourp Pergiç (Pergitch), anche Kulis, Shoghagat, Norsan e l'umoristico Jbid (sorriso in armeno).
Nel settembre 2011, il governo turco ha concesso alcuni finanziamenti a Jamanak, Marmara e Agos come parte di una più ampia campagna a sostegno dei giornali di minoranza esistenti in Turchia. L'agenzia pubblicitaria della stampa turca ha anche dichiarato l'intenzione di pubblicare annunci ufficiali del governo sui giornali di minoranza, compresi quelli armeni.

## Armeni turchi nella diaspora
Nonostante abbiano lasciato le loro case in Turchia, gli armeni turchi stabiliscono tradizionalmente le proprie unioni all'interno della diaspora armena. Solitamente chiamati "Bolsahay Miutyun" (Associazioni Istanbul-Armene), possono essere trovati nelle loro nuove città di adozione di importanti popolazioni turco-armene. Tra loro ci sono l'" Organizzazione degli armeni di Istanbul di Los Angeles", l'Associazione armena di Istanbul a Montréal", e così via.
L'ambasciatore turco a Berlino, Hüseyin Avni Karslıoğlu, ha inaugurato nel dicembre 2012 al campo di concentramento di Bergen-Belsen una lapide commemorativa con lettere di bronzo (la terza del suo genere dopo le analoghe polacche e olandesi) alla memoria di otto cittadini turchi uccisi durante l'Olocausto, uno dei quali è un armeno turco con il nome Garabed Taşçıyan.